# Открытие Америки Христофором Колумбом
«Открытие Америки Христофором Колумбом» (в ряде русскоязычных источников «Открытие Америки усилием сна Христофора Колумба», «Открытие Америки (Мечта Христофора Колумба)»
) — картина испанского художника Сальвадора Дали, написанная в 1958—1959 годах. Находится в Музее Сальвадора Дали в Сент-Питерсберге.

## Информация о картине
Картина была заказана художнику американским бизнесменом и филантропом Хантингтоном Хартфордом для своей галереи в Нью-Йорке.
Полотно, являвшееся на момент создания самой большой работой Дали, превращает классический сюжет прибытия Колумба в Новый Свет в эпическое сновидение (первоначально работа выставлялась под названием «Сон Колумба»). Первооткрыватель, совсем молодой человек в простой тунике, делает первый шаг из воды на землю Нового Света. На берегу и в облаках его окружают многочисленные фигуры. Правой рукой герой устанавливает на только что открытой земле стяг с изображением Девы Марии (в ряде источников — Святой Елены), которая имеет портретное сходство с Галой. Левой рукой Христофор за трос выводит свой корабль на мелководье. Себя Дали изобразил монахом (с распятием) в правом нижнем углу картины. Название, по мнению рецензентов Музея Дали, имеет аллюзию на собственное открытие художником Америки — места, где он обрёл славу.
На переднем плане расположен панцирь гигантского морского ежа, который, по словам Дали, символизирует орбиту искусственных спутников Земли, запущенных в 1957 году СССР, а в 1958 году — США. В этом образе Дали сопоставил значимость открытия Америки с началом освоения космоса.
Дали подчёркнуто выражает свою точку зрения в давнем диспуте о национальности Колумба. Изобразив в левом нижнем углу Святого Нарцисса — покровителя Жироны, встречающего путешественника, — он однозначно идентифицировал его как каталонца.

## Критические отзывы
«Битва при Тетуане», «Открытие Америки Христофором Колумбом», «Сантьяго де Компостелла» несут в себе явное влияние маньеризма и прерафаэлитизма, ищущих проявление божественности в природе и, в первую очередь, человеке. Картины наполнены покоем и созерцанием, гармонизированы по цвету и композиции. Дали уходит от страстности более ранних работ, и с мудрым спокойствием использует всё своё художественное мастерство.

В качестве историко-политической иллюстрации любопытна оценка этой картины критикой в СССР: 
Сальвадор Дали жалок и беспомощен, его единственное убежище — религиозная вера, она и только она спасет его <…> В духе католического верноподданичества выполнена картина „Открытие Америки Христофором Колумбом“. На берег неведомой земли вступает Христофор Колумб, держащий в руках знамя, на котором как бы невесомо присутствует живой Иисус Христос. По воздуху летят латинские кресты, в воде стоят копьеносцы с копьями-крестами в руках. Колумб держит в руках верёвку, идущую от корабля, на парусах которого изображены кроваво-красные латинские кресты. На берегу епископ с посохом благословляет свершающееся. Вся картина проникнута раболепием перед католической церковью, открывшей Америке „истинную“ веру.